# ما وراء الطبيعة الصوفية
ما وراء الطبيعة الصوفية أو الميتافيزيقا الصوفية هي توجه صوفي في الفلسفة الإسلامية يركز على الوحدة. هناك فلسفتان صوفيتان رئيستان تسودان في هذا الموضوع: وحدة الوجود تشير إلى الله. ووحدة الشهود أن الله وخلقه منفصلان تمامًا.
وقد زعم بعض العلماء أن الاختلاف بين الفلسفتين لا يختلف إلا في الدلالة، وأن المناقشة بأكملها ما هي إلا مجموعة من "الخلافات اللفظية" التي نشأت بسبب اللغة الغامضة. ومع ذلك، فإن مفهوم العلاقة بين الله والكون لا يزال موضع نقاش نشط بين الصوفيين وبين الصوفيين والمسلمين غير الصوفيين.

## وحدة الوجود
وقد ناقش المفكر الصوفي والعالم أبو سعيد مبارك المخزومي مفهوم وحدة الوجود في كتابه تحفة المرسلة. ومع ذلك، فإن الصوفي الفاضل الذي ناقش أيديولوجية الميتافيزيقا الصوفية بعمق أكبر هو ابن عربي. وقد استخدم مصطلح الوجود للإشارة إلى الله باعتباره "الكائن الضروري". كما نسب المصطلح إلى كل شيء سوى الله، ولكنه أصر على أن الوجود لا ينتمي إلى الأشياء الموجودة في الكون بأي معنى حقيقي. بل الأشياء تستعير الوجود من الله، كما تستعير الأرض النور من الشمس.
المسألة هي كيف يمكن أن تنسب الوجود إلى الأشياء، والتي تسمى أيضًا "الأعيان". من منظور التنزيه، أعلن ابن عربي أن الوجود ملك لله وحده، وفي عبارته الشهيرة، فإن الأشياء "لم تشم رائحة الوجود قط". ومن منظور المُشبهة، أكد أن كل الأشياء هي تجلي للوجود أو ظهور له. وبالجملة فإن كل الأشياء هي "هو/لا هو"، أي أنها إله وليست إلهًا، موجودة وغير موجودة. في كتابه فصوص الحكم، يذكر ابن عربي أن "الوجود هو الأساس غير المعروف وغير القابل للوصول لكل ما هو موجود. الله وحده هو الوجود الحقيقي، بينما كل الأشياء تسكن في العدم، وبالتالي فإن الوجود وحده غير محدود (مطلق)، بينما كل شيء آخر مقيد ومحدود ومقيد. الوجود هو حقيقة الله المطلقة واللامتناهية وغير المحدودة، بينما تظل جميع الأشياء الأخرى نسبية ومحدودة ومحدودة".
تركز نظرية وحدة الوجود عند ابن عربي على الواقع الباطني للمخلوقات بدلًا من البعد الظاهري للواقع. ولذلك فهو يفسر الوجود بأنه الحقيقة الوحيدة الفريدة التي تشتق منها كل الحقيقة. إن العالم الخارجي للأشياء المحسوسة ما هو إلا ظل زائل للحق (الله). الله وحده هو الحقيقة الشاملة والأبدية. كل ما هو موجود فهو تجلي الحقيقة وليس مستقلًّا عن الله. ويلخص ذلك قول ابن عربي نفسه: «سبحان من خلق الأشياء كلها، وهو عينها».
إن تسمية الوجود أو الوجود الحقيقي بـ "واحد" هو التحدث عن وحدة الجوهر. وبعبارة أخرى، فإن المقصود هو القول بأن الوجود - النور في ذاته - غير محدود، أي لانهائي ومطلق، وهو غير محدد وغير قابل للتحديد، غير متميز وغير قابل للتمييز. وعلى النقيض من ذلك، فإن كل شيء سوى الوجود - كل شيء موجود - متميز ومحدد ومحدود (مقيد). إن الحقيقة لا مثيل لها ومتعالية، ولكنها تجلي في كل شيء، فهي مماثلة وموجودة أيضًا. فهو يمتلك مثل هذا القدر المطلق من عدم التحديد بحيث لا يمكن تحديده عن طريق عدم التحديد. "إن الله يمتلك وجودًا غير محدود، ولكن لا يمنعه أي تحديد من التحديد. بل على العكس من ذلك، فهو يمتلك كل التحديدات، لذا فهو تحديد غير محدود" وعلى أعلى مستوى، فإن الوجود هو الحقيقة المطلقة وغير المحدودة لله، "الوجود الضروري" (واجب الوجود) الذي لا يمكن أن لا يوجد. وبهذا المعنى فإن الوجود يشير إلى جوهر الله أو ذات الحق، وهي الحقيقة الوحيدة الحقيقية في كل شيء. وعلى المستويات الأدنى، الوجود هو المادة الأساسية "لكل شيء سوى الله" (ما سوى الله)، وهي الطريقة التي يحدد بها ابن عربي وآخرون "الكون" (العالم). ومن ثم، ففي المعنى الثانوي، يستعمل مصطلح الوجود كاختصار للإشارة إلى الكون بأكمله، إلى كل ما هو موجود. يمكن أيضًا استخدامه للإشارة إلى وجود كل شيء موجود في الكون.
أما "أسماء" الله أو "صفاته"، من ناحية أخرى، فهي العلاقات التي يمكن تمييزها بين الجوهر والكون. إنهم معروفون عند الله لأنه يعلم كل شيء من موضوعات المعرفة، لكنهم ليسوا كائنات موجودة أو صفات وجودية، لأن هذا يعني التعدد في الألوهية.
استخدم ابن عربي مصطلح "الفيض" للدلالة على فعل الخلق. تحتوي كتاباته على تعبيرات تظهر مراحل مختلفة من الخلق، وهو تمييز منطقي فقط وليس فعليًا. وفيما يلي تفصيل لرؤيته للخلق في ثلاث مراحل: الفيض الأقدس، والفيض المقدس، والفيض الدائم. وانتشرت وحدة الوجود من خلال تعاليم الصوفية مثل القونوي والجندي والتلمساني والقيشاري والجامي وغيرهم.
وقد أيد العالم الشهير محب الله الله آبادي هذه العقيدة بقوة.
وكان ساشال سارماست وبُلّه شاه، وهما شاعران صوفيان من باكستان الحالية، من أتباع وحدة الوجود المتحمسين أيضًا. ويرتبط أيضًا بفلسفة "حماه أوست" (بالفارسية تعني "هو الوحيد") في جنوب آسيا.

### التشكيك
يرتبط التشكيك أو التدرج ارتباطًا وثيقًا بالتفسير الصدري وفقًا لمذهب وحدة الوجود، فإن الحقيقة والوجود شيء واحد، أي أن الوجود واحد في جوهره، لكنه يتفاوت في مراتبه من حيث الشدة والضعف. وقد أُطلق على هذا المنهج اسم تشكيك الوجود، وهو يفسر أن للوجود تدرجات تقوم على سلسلة هرمية واسعة تُعرف بـمراتب الوجود، تبدأ من الأرض (الفرش) وتنتهي عند العرش الإلهي (العرش). فالوجود في كل ماهية ليس سوى مرتبة من مراتب الحقيقة الواحدة للوجود، التي مصدرها هو الله، الوجود المطلق (الوجود المطلق). وما يميز وجود الموجودات المختلفة عن بعضها ليس إلا تفاوت الوجود فيها من حيث القوة والضعف. فالكون كلّه ليس سوى تجليات متعددة لدرجات متفاوتة من قوة وضعف الوجود، تمتد من شدة وجود الحقائق العلوية الملكوتية، إلى ضعف وجود التراب الدنيء الذي خُلق منه آدم.

## معارضة وحدة الوجود
لقد كانت الميتافيزيقيا الصوفية موضوعًا للنقد من معظم غير الصوفيين؛ ففي الأندلس، حيث كان معظم العلماء المسلمين إما ظاهريين أو مالكيين ومفضلين للعقيدة الأشعرية، اُعتُبرت الميتافيزيقيا الصوفية كفرًا وأُدرج ممارسوها في القائمة السوداء. وكان أتباع المذهب الأشعري في الشرق يشكون في التصوف أيضًا، وغالبًا ما كانوا يستشهدون بالميتافيزيقيا الصوفية أيضًا. ولكن من المهم أن نلاحظ أن ابن عربي كان متأثرًّا بالغزالي، الذي كان بدوره من المؤيدين القويين للمذهب الأشعري.

### المعارضة داخل الصوفية
وباعتبارها عقيدة، لم تكن وحدة الوجود خالية من الجدل أو المعارضة داخل المجتمع الصوفي، حيث استجاب بعض أعضائه لظهورها المفاهيمي من خلال صياغة عقائد منافسة. ومن الأمثلة على ذلك نظرية وحدة الشهود، التي صاغها علاء الدولة السمناني (1261-1336)، والتي جذبت العديد من الأتباع في الهند، بما في ذلك أحمد السرهندي (1564-1624)، الذي قدم بعضًا من أكثر الصيغ قبولًا على نطاق واسع لهذه العقيدة في شبه القارة الهندية. كتب السيرهندي أنه ينبغي للمرء أن يميز بين وجود الكون والمطلق وأن المطلق لا يوجد بسبب الوجود ولكن بسبب جوهره.

### الرد على الانتقادات
حاول بعض الصوفيين اللاحقين، مثل شاه ولي الله الدهلوي (1703-1762)، التوفيق بين عقيدتي وحدة الوجود لابن عربي ووحدة الشهود للسرهندي من خلال التقليل من أهمية الاختلافات بينهما باعتبارها تستند إلى المصطلحات أكثر من الجوهر.
وفي الوقت نفسه، لاحظ الصوفيون في القرن التاسع عشر، مثل بير مهر علي شاه وسيد وحيد أشرف، أن المفهومين يختلفان فقط في أن وحدة الوجود تنص على أن الله والكون ليسا متطابقين.

### اتهامات وحدة الوجود
وقد نُسب مصطلح وحدة الوجود كمفهوم صوفي نقدي إلى ابن عربي لأول مرة في جدالات ابن تيمية (ت 1328)، على الرغم من أنه لم يستخدمه في كتاباته. وهو أمر مثير للجدل إلى حد كبير بين الفِرَق الوهابية والسلفية في الإسلام.
اتهموا ابن عربي بأنه يعتنق آراء وثنية أو أحادية تتعارض مع التوحيد الخالص في الإسلام. ومع ذلك، ووفقًا لعدد من العلماء ومنهم الشعراني (ت 573 هـ /1565 م) وعبد الرؤوف المناوي (ت 1031 هـ/1621 م)، فإن كتب ابن عربي قد تعرضت للتغيير والتحريف من بعض المرتدين والزنادقة المجهولين، ولذلك نسبت إليه أقوال واعتقادات كثيرة لا تتفق مع ما كتبه بالفعل.
أنصار وحدة الوجود مثل عبد الغني النابلسي، وعبد الرؤوف بن. علي الفنصوري، وسيد حسين نصر، ومير ولي الدين وتيتوس بوركهارت يختلفان في أن وحدة الوجود مرتبطة بالوحدانية. على سبيل المثال، يرى نصر أن مصطلح التوحيد والشرك لا يعادلان مصطلح وحدة الوجود. إن الأفكار المشابهة لعقيدة وحدة الوجود موجودة منذ المراحل الأولى للإسلام. كتب جهم بن صفوان أن الله "في السماء، وعلى الأرض، وفي كل مكان؛ ليس هناك مكان لا يكون فيه (...)" و"هو في كل شيء، لا متجاور ولا منفصل"، وهو موقف هاجمه أحمد بن حنبل.

## وحدة الموجود
في الفلسفة الإسلامية، وحدة الموجود هي مفهوم الوحدة الجوهرية لجميع المخلوقات. يمكن النظر إلى هذا المفهوم على أنه مشابه أو مرتبط بالوحدانية بقدر ما لا يأخذ في الاعتبار أي فصل بين العالم الإلهي والعالم المادي. 

### الأصل
يعتقد البعض أن وحدة الوجود مأخوذة من الفلسفة اليونانية، مثل قول هيراقليطس أن "الله هو الليل والنهار، الشتاء والصيف، الكثير والقليل، الصلب والسائل".

### العلاقة بوحدة الوجود
يُنظر إلى وحدة الموجود أحيانًا على أنها عكس وحدة الوجود، التي تصور الله باعتباره الحقيقة الحقيقية الوحيدة، والكون المادي باعتباره وهمًا ينبعث من الله. يُوصف المفهوم أحيانًا بأنه يشير أن الوجود يتحرك نحو الوحدة الروحية، لكنه يظل متعددًا. وبموجب هذا الفهم، يستطيع الإنسان أن يصبح الإنسان الكامل وينال حكمة الله.[بحاجة لمصدر]
ويرى آخرون أن وحدة الوجود ووحدة الموجود متطابقتان.

### الحلاج
يربط البعض هذا المفهوم بقول منصور الحلاج " أنا الحق".

### الشيخة سيتي جنار
الشيخ سيتي جنار أو سونان ليما أبانغ هو - وفقًا لمخطوطات باباد تناه جاوي ("تاريخ أرض جاوة") - أحد الأولياء التسعة الذي ينسب إليهم التراث الإندونيسي جعل الإسلام الديانة السائدة بين الجاويين.
عندما تلقى تعليمه حول اتحاد الإنسان والله (بالإندونيسية: manunggaling kawula gusti) واجه معارضة من الأولياء التسعة وسلطنة ديماك.

## طالع أيضًا
- وحدة الوجود
- وحدة الموجود
- وحدة الشهود
- أبو سعيد المخزومي
- أحمد بن حنبل
- أكبرية
- عقيدة إسلامية
- فيض
- كتاب الله يتكلم
- العرش في الإسلام
- جهم بن صفوان
- إشراقية
- الشيخ بدر الدين محمود
- الشرك
- الكون
- العلاقات السلفية الصوفية
- سلطان باهو
- العقل المُوحد [الإنجليزية]
- الوجود المُوحد [الإنجليزية]
- أدفايتا
- أنا الحق
- مهاواكيس [الإنجليزية]

## قراءة إضافية
- أ، يشار أوجاك. (1992) Osmanli Imparatorluğunda Marjinal Sufilik: Kalenderiler (XIV-XVII yüzyillar). أنقرة: TTK..

## روابط خارجية
- http://www.hbvdergisi.gazi.edu.tr/index.php/TKHBVD/article/view/890
- http://www.ukm.my/ijit/wp-content/uploads/2016/01/10-Yusri-Mohd-Ramli-IJIT-Vol-3-2013.pdf